# Widerrechtliche Drohung
Eine widerrechtliche Drohung ist – allgemein gesprochen – jedwede Drohung, die in der jeweiligen maßgeblichen Rechtsordnung als rechtswidrig gilt.
Im deutschen Zivilrecht berechtigt sie unter den Voraussetzungen von § 123, § 124 BGB zur Anfechtung von Willenserklärungen: das heißt, eine Willenserklärung ist gültig, jedoch vernichtbar, wenn das durch die widerrechtliche Drohung zur Abgabe der Willenserklärung bestimmte Rechtssubjekt innerhalb der gesetzlichen Anfechtungsfrist gegenüber dem Anfechtungsgegner die Anfechtung erklärt. Die Anfechtung wegen einer widerrechtlichen Drohung ist in § 123 Abs. 1 2. Alt. BGB geregelt. Eine vorrangige Spezialregelung enthalten die §§ 1314 Abs. 2 Nr. 3, 4, 1315 Abs. 1 Nr. 4, 1317 BGB (Aufhebung der Ehe).
Wie bei der Anfechtung wegen einer arglistigen Täuschung geht es bei der Anfechtung wegen einer widerrechtlichen Drohung um den Schutz der Willensfreiheit bei Abgabe von Willenserklärungen jeder Art.
Besonderheit im Vergleich zu den anderen Tatbeständen, die zur Anfechtung aus (Inhalts-, Erklärungs-, Eigenschafts- und Übermittlungsirrtum beziehungsweise arglistige Täuschung) berechtigen, ist, dass bei der widerrechtlichen Drohung kein Irrtum vorliegt.

## Übersicht über die Voraussetzungen
Die Voraussetzungen einer Anfechtung wegen einer widerrechtlichen Drohung sind:
1. eine Anfechtungserklärung
2. der Anfechtungsgrund der widerrechtlichen Drohung, d. h.

2.1 eine Drohung
2.2 eine Widerrechtlichkeit der Drohung
2.3 eine Kausalität der Drohung für die Abgabe der Willenserklärung
3. die Einhaltung der Anfechtungsfrist des § 124 BGB (Einzelheiten: Arglistige Täuschung)
4. keine Treuwidrigkeit der Anfechtung (seltene Ausnahme).

## Drohung
Unter Drohung versteht man das Inaussichtstellen eines zukünftigen Übels, auf dessen Eintritt oder Nichteintritt der Drohende Einfluss zu haben vorgibt. „Der Drohende muss den Willen haben, den anderen Teil zu der Abgabe einer Willenserklärung zu bestimmen. Ihm muss bewusst sein, dass sein Verhalten die Willensbildung des Empfängers der Drohung beeinflussen kann. Es ist aber nicht erforderlich, dass der Drohende mit einem Schädigungsvorsatz handelt oder sich durch die Drohung einen Vorteil verschaffen will (…). Die Drohung muss bewusst darauf gerichtet sein, den Bedrohten zu der Einschätzung zu verleiten, nur zwischen zwei Übeln wählen zu können, von denen die Abgabe der empfohlenen Erklärung nach der Einsicht des Drohenden als das geringere Übel gegenüber der sonst zu erwartenden Maßnahmen erscheinen soll“.

## Widerrechtlichkeit der Drohung
Die Drohung muss widerrechtlich sein.
Die Widerrechtlichkeit einer Drohung kann in drei Fällen vorliegen:
1. Rechtswidrigkeit des Mittels (Beispiel: Androhen von Prügel[5])
2. Rechtswidrigkeit des Zwecks (d. h. die erpresste Willenserklärung ist rechtswidrig)
3. Unangemessenheit („Inadäquanz“) von Mittel und Zweck.

Bei der Inadäquanz von Mittel und Zweck geht es darum, dass sowohl das Mittel als auch der Zweck für sich betrachtet rechtmäßig sind, jedoch der Einsatz dieses Mittels zu diesem Zweck ist widerrechtlich, weil die Drohung kein angemessenes Mittel zur Erreichung des erstrebten Erfolgs ist (Mittel-Zweck-Relation). Das Problem ist die Abgrenzung der Unangemessenheit von einem sozialadäquaten Verhalten. (Eselsbrücke: „Das eine hat mit dem anderen nichts zu tun.“)
Dies wird an der Rechtsprechung zur Un-/Angemessenheit der Drohung mit einer Klage oder Kündigung deutlich:
- Die Drohung mit einer Strafanzeige wegen Trunkenheit am Steuer zur Durchsetzung eines bestehenden Kaufpreisanspruchs ist unangemessen.[7]
- Die Drohung mit einer Klage auf Zahlung einer bestehenden Schuld ist sozialadäquat.[8]
- Die Drohung mit einer (außer-)ordentlichen Kündigung durch den Arbeitgeber, wenn ein „verständiger Arbeitgeber“ eine Kündigung ernsthaft in Betracht ziehen durfte,[9] auch wenn eine ausgesprochene Kündigung sich in einem Kündigungsschutzprozess [nicht] als rechtsbeständig erwiesen hätte,[10] ist nicht widerrechtlich.

## Kausalität der Drohung für die Willenserklärung
Die Anfechtbarkeit einer Willenserklärung setzt einen Kausalzusammenhang zwischen einer Drohung und der Willenserklärung voraus. Dazu reicht es nicht aus, dass ohne die Drohung es nicht zur Abgabe der Willenserklärung gekommen wäre (die Drohung also conditio sine qua non war): Nach § 123 Abs. 1 BGB muss der Anfechtende vielmehr durch die Drohung zur Abgabe der Willenserklärung „bestimmt“ worden sein. Er muss noch bei der Abgabe der Willenserklärung unter dem Eindruck der Drohung gehandelt haben und nicht auf Grund einer davon nicht mehr maßgeblich beeinflussten autonomen Willensbildung. Eine ausreichende Mitursächlichkeit ist jedoch schon dann anzunehmen, wenn ohne die Beeinflussung die Willenserklärung entweder überhaupt nicht, nicht in der gewählten Form oder nicht zu dieser Zeit abgegeben worden wäre. Ist die Androhung eines Übels geeignet, den Bedrohten zur Abgabe einer Willenserklärung zu bestimmen, so ist regelmäßig davon auszugehen, dass sie eine solche Wirkung auch gehabt hat.